# Chrysometa eugeni
Chrysometa eugeni är en spindelart som beskrevs av Claude Lévi 1986. Chrysometa eugeni ingår i släktet Chrysometa och familjen käkspindlar. Inga underarter finns listade i Catalogue of Life.